# Duathlon
Duathlon, duatlon (gr. dwubój) – dyscyplina sportowa będąca jedną z odmian triathlonu. Zawodnicy kolejno: biegną, jadą rowerem i znowu biegną.

## Dystanse
Dystanse zawodów duathlon-owych różnią się zależnie od organizatora, które je przeprowadza. Często spotykane dystanse i ich nazewnictwo:
- supersprint – bieg 2,5 km, rower 10 km, bieg 2,5 km[1];
- sprint – bieg 5 km, rower 20 km, bieg 2,5 km;
- standard – bieg 10 km, rower 40 km, bieg 5 km (Mistrzostwa Świata ITU – ang. The ITU Duathlon World Championships)[2];
- średni (klasyczny, olimpijski[3]) – bieg 10 km, rower 60 km, bieg 10 km;
- długi – bieg 10 km, rower 150 km, bieg 30 km (Mistrzostwa Świata PowermanZofingen[4]).

## Dodatkowe informacje
- 6 czerwca 2020 – Adrian Kostera pokonał 1171 km w swoim projekcie "Najdłuższy duathlon (ang. "The Longest Duathlon"). Dystans: 60 km bieg, 900 km rower, 211 km bieg ukończył w 77,5 godziny.[5]
- 10 września 2011 – zorganizowano duathlon na jeszcze nie otwartym odcinku autostrady A2 (węzeł Trzciel). Dystans: 4 km bieg, 14 km rower, 2 km bieg. Imprezę zorganizowali pracownicy głównego wykonawcy autostrady A2 Nowy Tomyśl – Świecko firmy A2 Strada.[6][7]
- 2 maja 1991 – w Głogowie z inicjatywy Jerzego Górskiego odbyły się Pierwsze Otwarte Mistrzostwa Polski w duathlonie. W 1997 r. Jerzy Górski zorganizował Puchar Europy i Mistrzostwa Europy[8]